# Parti de la liberté et de la réforme
Le Parti de la liberté et de la réforme (en turc, Özgürlük ve Reform Partisi, ÖRP) est un parti politique de Chypre du Nord, de type centre-gauche, libéral et social-libéral. Il a demandé à devenir membre du parti ELDR. Il a été fondé en 2006 par quatre anciens députés du Parti de l'unité nationale (UBP) et du Parti démocrate. Son leader est Turgay Avci qui est vice-Premier ministre et ministre des Affaires étrangères.
Lors des élections législatives du 19 avril 2009, il a remporté 6,23 % des voix et 2 députés sur 50. 